# Gran Premio de Río de Janeiro de Motociclismo de 2001
El Gran Premio de Río de Janeiro de Motociclismo de 2001 fue la decimosexta prueba del Campeonato del Mundo de Motociclismo de 2001. Tuvo lugar en el fin de semana del 1 al 3 de noviembre de 2001 en el Autódromo Internacional Nelson Piquet, situado en la ciudad de Río de Janeiro, Brasil. La carrera de 500cc fue ganada por Valentino Rossi, seguido de Carlos Checa y Max Biaggi. Daijiro Kato ganó la prueba de 250cc, por delante de Marco Melandri y Roberto Locatelli. La carrera de 125cc fue ganada por Youichi Ui, Simone Sanna fue segundo y Arnaud Vincent tercero.

## Resultados 500cc
La carrera se celebró en dos partes, ya que la lluvia causó su interrupción; Los tiempos agregados de las dos partes determinaron el resultado final.
| Pos.    | N.º | Piloto                   | Constructor | Vueltas | Tiempo     | Parrilla | Pts. |
| ------- | --- | ------------------------ | ----------- | ------- | ---------- | -------- | ---- |
| 1       | 46  | Valentino Rossi          | Honda       | 24      | 45:57.414  | 5        | 25   |
| 2       | 7   | Carlos Checa             | Yamaha      | 24      | +0.143     | 7        | 20   |
| 3       | 3   | Max Biaggi               | Yamaha      | 24      | +6.980     | 10       | 16   |
| 4       | 4   | Alex Barros              | Honda       | 24      | +19.053    | 12       | 13   |
| 5       | 65  | Loris Capirossi          | Honda       | 24      | +20.655    | 2        | 11   |
| 6       | 6   | Norifumi Abe             | Yamaha      | 24      | +20.829    | 9        | 10   |
| 7       | 28  | Àlex Crivillé            | Honda       | 24      | +27.894    | 14       | 9    |
| 8       | 10  | José Luis Cardoso        | Yamaha      | 24      | +45.110    | 15       | 8    |
| 9       | 56  | Shinya Nakano            | Yamaha      | 24      | +2:25.532  | 4        | 7    |
| 10      | 5   | Garry McCoy              | Yamaha      | 23      | +1 Vuelta  | 13       | 6    |
| 11      | 9   | Leon Haslam              | Honda       | 23      | +1 Vuelta  | 18       | 5    |
| 12      | 15  | Sete Gibernau            | Suzuki      | 23      | +1 Vuelta  | 6        | 4    |
| 13      | 14  | Anthony West             | Honda       | 22      | +2 Vueltas | 16       | 3    |
| 14      | 12  | Haruchika Aoki           | Honda       | 22      | +2 Vueltas | 17       | 2    |
| 15      | 18  | Brendan Clarke           | Honda       | 22      | +2 Vueltas | 19       | 1    |
| 16      | 1   | Kenny Roberts Jr.        | Suzuki      | 22      | +2 Vueltas | 3        |      |
| 17      | 21  | Barry Veneman            | Honda       | 22      | +2 Vueltas | 20       |      |
| Ret     | 11  | Tohru Ukawa              | Honda       | 7       | Retirado   | 1        |      |
| Ret     | 17  | Jurgen van den Goorbergh | Proton KR   | 1       | Retirado   | 11       |      |
| Ret     | 19  | Olivier Jacque           | Yamaha      | 0       | Retirado   | 8        |      |
| DNS     | 41  | Noriyuki Haga            | Yamaha      |         | No corrió  |          |      |
| Fuente: |     |                          |             |         |            |          |      |

- Pole position: Tohru Ukawa, 1:51.431
- Vuelta Rápida: Valentino Rossi, 1:53.258

## Resultados 250cc
| Pos.    | N.º | Piloto             | Constructor | Vueltas | Tiempo      | Parrilla | Pts. |
| ------- | --- | ------------------ | ----------- | ------- | ----------- | -------- | ---- |
| 1       | 74  | Daijiro Kato       | Honda       | 22      | 43:38.212   | 2        | 25   |
| 2       | 5   | Marco Melandri     | Aprilia     | 22      | +0.508      | 7        | 20   |
| 3       | 15  | Roberto Locatelli  | Aprilia     | 22      | +1.382      | 4        | 16   |
| 4       | 10  | Fonsi Nieto        | Aprilia     | 22      | +3.569      | 1        | 13   |
| 5       | 99  | Jeremy McWilliams  | Aprilia     | 22      | +3.846      | 3        | 11   |
| 6       | 31  | Tetsuya Harada     | Aprilia     | 22      | +11.032     | 5        | 10   |
| 7       | 7   | Emilio Alzamora    | Honda       | 22      | +14.786     | 11       | 9    |
| 8       | 44  | Roberto Rolfo      | Aprilia     | 22      | +26.769     | 12       | 8    |
| 9       | 8   | Naoki Matsudo      | Yamaha      | 22      | +42.705     | 6        | 7    |
| 10      | 21  | Franco Battaini    | Aprilia     | 22      | +45.602     | 9        | 6    |
| 11      | 50  | Sylvain Guintoli   | Aprilia     | 22      | +46.659     | 19       | 5    |
| 12      | 57  | Lorenzo Lanzi      | Aprilia     | 22      | +55.054     | 18       | 4    |
| 13      | 81  | Randy de Puniet    | Aprilia     | 22      | +1:00.211   | 8        | 3    |
| 14      | 11  | Riccardo Chiarello | Aprilia     | 22      | +1:04.153   | 14       | 2    |
| 15      | 22  | José David de Gea  | Yamaha      | 22      | +1:04.281   | 21       | 1    |
| 16      | 6   | Alex Debón         | Aprilia     | 22      | +1:04.807   | 10       |      |
| 17      | 66  | Alex Hofmann       | Aprilia     | 22      | +1:06.148   | 13       |      |
| 18      | 37  | Luca Boscoscuro    | Aprilia     | 22      | +1:24.059   | 15       |      |
| 19      | 45  | Stuart Edwards     | Yamaha      | 21      | +1 Vuelta   | 29       |      |
| 20      | 24  | Jason Vincent      | Yamaha      | 21      | +1 Vuelta   | 23       |      |
| 21      | 36  | Luis Costa         | Yamaha      | 21      | +1 Vuelta   | 28       |      |
| 22      | 42  | David Checa        | Honda       | 21      | +1 Vuelta   | 20       |      |
| 23      | 18  | Shahrol Yuzy       | Yamaha      | 21      | +1 Vuelta   | 16       |      |
| 24      | 23  | César Barros       | Yamaha      | 21      | +1 Vuelta   | 27       |      |
| 25      | 27  | Shaun Geronimi     | Yamaha      | 20      | +2 Vueltas  | 25       |      |
| 26      | 14  | Katja Poensgen     | Honda       | 20      | +2 Vueltas  | 30       |      |
| Ret     | 9   | Sebastián Porto    | Yamaha      | 15      | Retirado    | 17       |      |
| Ret     | 55  | Diego Giugovaz     | Aprilia     | 10      | Retirado    | 24       |      |
| Ret     | 41  | Dámaso Nácher      | Honda       | 8       | Retirado    | 31       |      |
| Ret     | 16  | David Tomás        | Honda       | 3       | Accidente   | 22       |      |
| Ret     | 84  | Cristiano Vieira   | Yamaha      | 3       | Accidente   | 26       |      |
| DNQ     | 85  | Rafael da Cunha    | Honda       |         | No calificó |          |      |
| Fuente: |     |                    |             |         |             |          |      |

- Pole position: Fonsi Nieto, 1:53.819
- Vuelta Rápida: Marco Melandri, 1:55.315

## Resultados 125cc
| Pos.    | N.º | Piloto               | Constructor | Vueltas | Tiempo    | Parrilla | Pts. |
| ------- | --- | -------------------- | ----------- | ------- | --------- | -------- | ---- |
| 1       | 41  | Youichi Ui           | Derbi       | 21      | 46:47.181 | 1        | 25   |
| 2       | 16  | Simone Sanna         | Aprilia     | 21      | +0.112    | 9        | 20   |
| 3       | 21  | Arnaud Vincent       | Honda       | 21      | +27.647   | 14       | 16   |
| 4       | 24  | Toni Elías           | Honda       | 21      | +32.325   | 4        | 13   |
| 5       | 54  | Manuel Poggiali      | Gilera      | 21      | +37.646   | 5        | 11   |
| 6       | 15  | Alex de Angelis      | Honda       | 21      | +42.052   | 18       | 10   |
| 7       | 4   | Masao Azuma          | Honda       | 21      | +42.563   | 21       | 9    |
| 8       | 18  | Jakub Smrž           | Honda       | 21      | +42.642   | 8        | 8    |
| 9       | 8   | Gianluigi Scalvini   | Italjet     | 21      | +42.867   | 20       | 7    |
| 10      | 39  | Jaroslav Huleš       | Honda       | 21      | +43.854   | 15       | 6    |
| 11      | 25  | Joan Olivé           | Honda       | 21      | +1:11.667 | 7        | 5    |
| 12      | 10  | Jarno Müller         | Honda       | 21      | +1:11.675 | 24       | 4    |
| 13      | 5   | Noboru Ueda          | TSR-Honda   | 21      | +1:18.050 | 17       | 3    |
| 14      | 22  | Pablo Nieto          | Derbi       | 21      | +1:50.142 | 28       | 2    |
| 15      | 19  | Alessandro Brannetti | Aprilia     | 21      | +1:56.893 | 26       | 1    |
| 16      | 77  | Adrián Araujo        | Honda       | 21      | +2:01.428 | 30       |      |
| 17      | 17  | Steve Jenkner        | Aprilia     | 21      | +2:05.356 | 12       |      |
| 18      | 12  | Raúl Jara            | Aprilia     | 21      | +2:09.956 | 23       |      |
| 19      | 48  | Leandro Panadés      | Honda       | 21      | +2:10.408 | 31       |      |
| 20      | 23  | Gino Borsoi          | Aprilia     | 20      | +1 Vuelta | 10       |      |
| Ret     | 26  | Dani Pedrosa         | Honda       | 12      | Accidente | 3        |      |
| Ret     | 50  | Andrea Ballerini     | Aprilia     | 6       | Accidente | 2        |      |
| Ret     | 31  | Ángel Rodríguez      | Aprilia     | 6       | Accidente | 11       |      |
| Ret     | 7   | Stefano Perugini     | Italjet     | 5       | Accidente | 16       |      |
| Ret     | 9   | Lucio Cecchinello    | Aprilia     | 3       | Accidente | 6        |      |
| Ret     | 11  | Max Sabbatani        | Aprilia     | 3       | Retirado  | 13       |      |
| Ret     | 34  | Eric Bataille        | Honda       | 1       | Accidente | 29       |      |
| Ret     | 37  | William de Angelis   | Honda       | 1       | Accidente | 27       |      |
| Ret     | 28  | Gábor Talmácsi       | Honda       | 1       | Retirado  | 19       |      |
| Ret     | 29  | Ángel Nieto Jr.      | Honda       | 0       | Accidente | 22       |      |
| Ret     | 6   | Mirko Giansanti      | Honda       | 0       | Accidente | 25       |      |
| Fuente: |     |                      |             |         |           |          |      |

- Pole position: Youichi Ui, 1:58.676
- Vuelta Rápida: Simone Sanna, 2:11.067